# 中井英夫
中井英夫（1922年9月17日—1993年12月10日），是一名日本著名推理小說作家，有筆名塔晶夫，父親是日本著名植物學家中井猛之進。

## 生平
1922年9月17日，中井英夫出生于东京田端市。
中學時已經開始從事創作，1943年12月被徵召入伍，1946年二次大戰結束後於東京大學文學部復學。
中井英夫以文學雜誌起家，曾主編《新思潮》及《短歌》等雜誌。
1993年，中井英夫因肝病於醫院病逝。

## 作品
1962年，中井英夫發表《獻給虛無的供物》，仅仅以最初的两章参选江户川乱步奖，竟然获得了第二名。此作品除了成為江戶川亂步獎入圍作品外，更被列為日本四大奇書之一。
1974年，憑《惡夢的骨牌》獲得第二回的泉鏡花文學獎。
另有著有幻想文学作品《幻想博物馆》，散文集《肯托洛伊的叹息》，日记随笔《来自远方》，短歌集《黑衣短歌史》，诗集《沉睡者的哀歌》等。